# Byholmen, Helsingfors

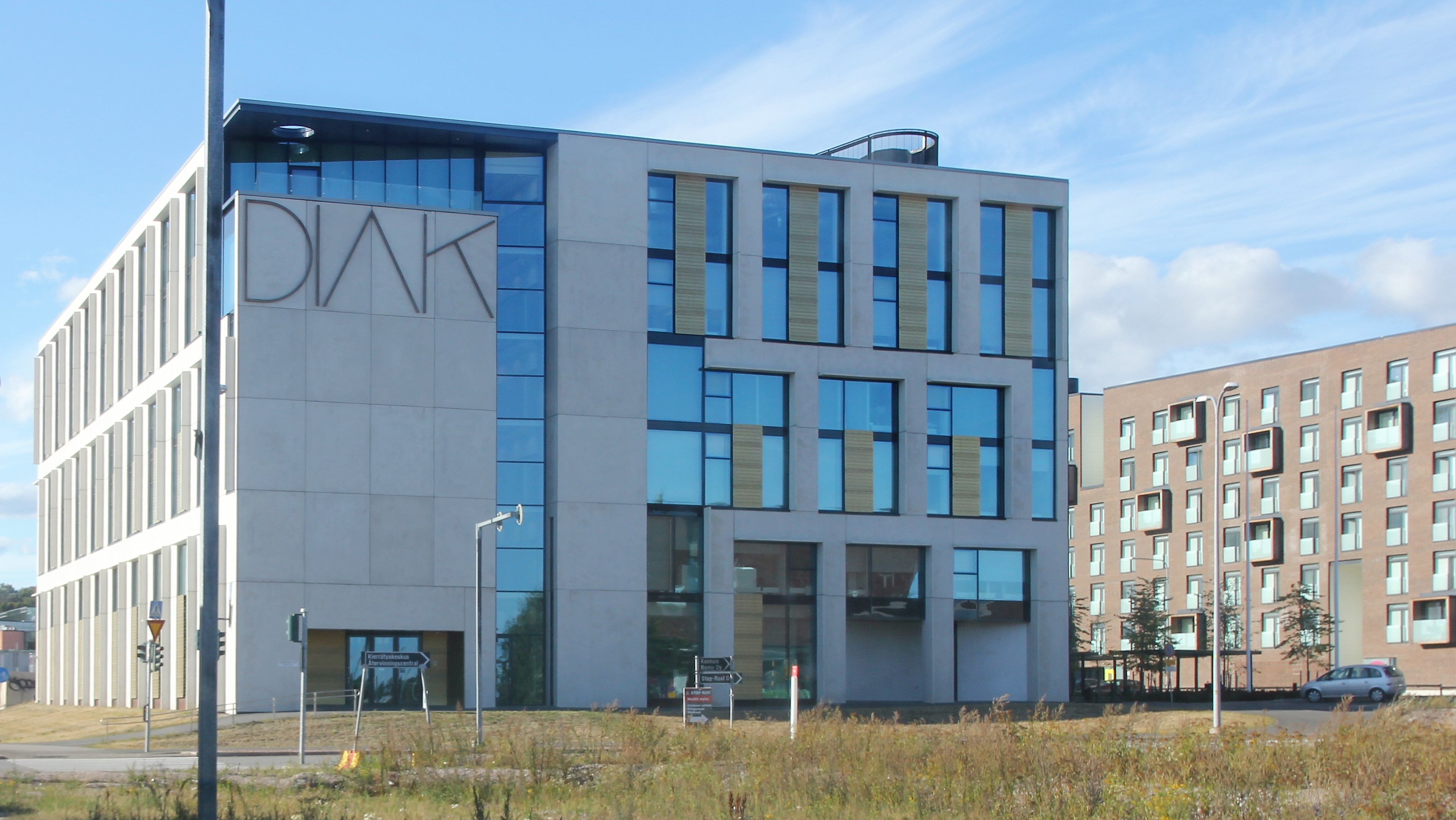
Yrkeshögskolan Diakonias lokaler på Byholmen.

Byholmen, (finska: Kyläsaari) är en av Helsingfors stadsdelar, belägen i Hermanstad, Mellersta stordistriktet. Stadsdelen hade 306 invånare år 2017. 

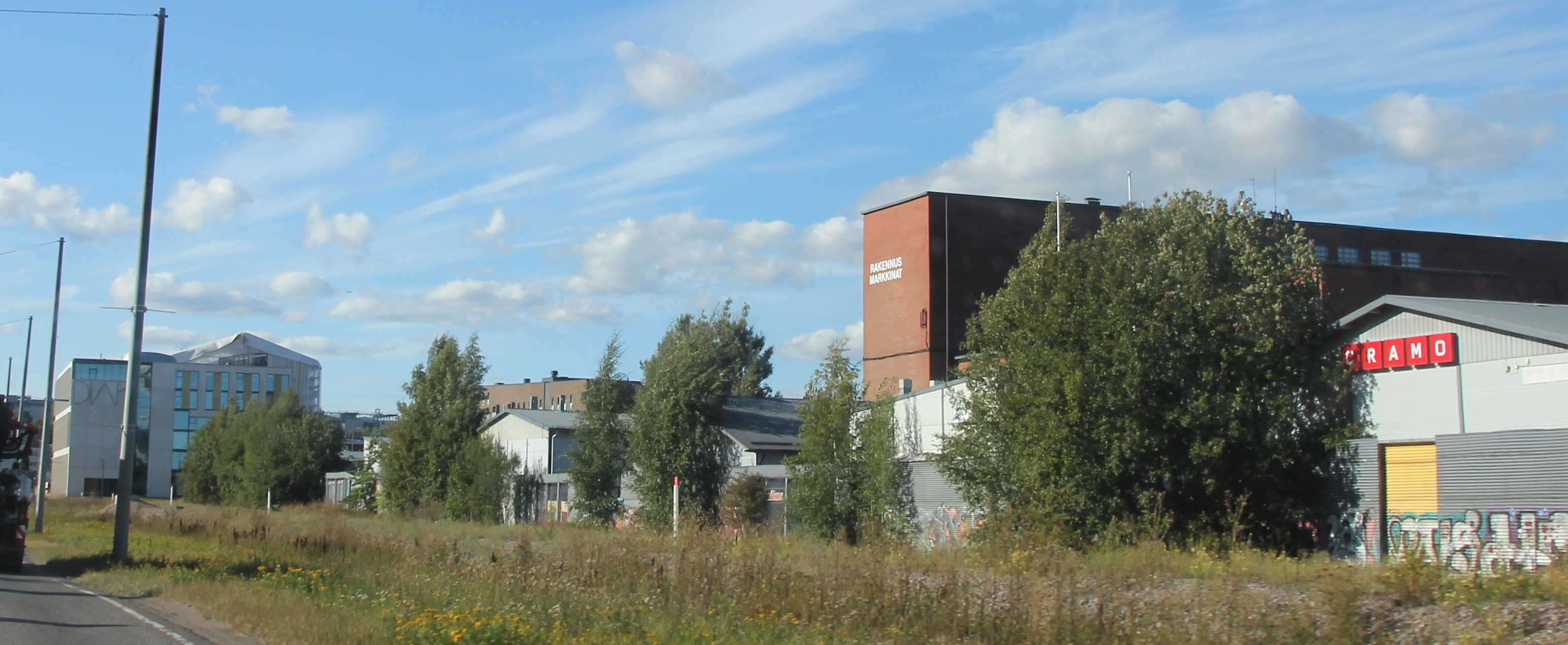
Byholmen.

Byholmen är unik i Helsingfors såtillvida att det är den enda stadsdelen där är över 80 % av invånarna har svenska som modersmål. Detta beror på att ett flertal studentbostäder har byggts i området för en svenskspråkig yrkeshögskola (se: Yrkeshögskolan Arcada) . 
Stadsdelen har fått sitt namn efter en ö med samma namn som tidigare låg i området.
Namnet Byholmen, användes redan på 1600-talet. På en karta av P. Klerck från 1776 benämns dock ön som ”Kråkholmen”. Den kallades också Hemholmen på 1800-talet, men mot slutet av seklet var det Byholmen som blev dess etablerade namn. Det finska namnet, Kyläsaari, började användas 1909.